# Cocteau Twins
Cocteau Twins (с англ. — «Близнецы Кокто») — шотландская этериал-вейв-группа, действовавшая с 1979 по 1997 годы. Они были сформированы в городе Гранджемут Робином Гатри (гитары, драм-машина) и Уиллом Хегги (бас-гитара), позже к ним присоединилась Элизабет Фрайзер (вокал) в 1981 году. Вскоре Хегги заменил мультиинструменталист Саймон Раймонд в 1983 году. Группа заслужила похвалу критиков за их эфирный, насыщенный эффектами звук и сопрано-вокал Фрайзер, чьи тексты часто трудно поддаются языковому восприятию. Они стали пионерами поджанра альтернативного рока 1980-х годов под названием дрим-поп.
На раннее творчество группы оказали влияние такие исполнители, как Siouxsie and the Banshees и Joy Division. Подписав контракт с британским звукозаписывающим лейблом 4AD в 1982 году, они выпустили свой дебютный альбом Garlands позже в том же году. Присоединение Раймонда в группу в 1983 году укрепило их окончательный состав, который выпустил их самый большой хит в Великобритании «Pearly-Dewdrops' Drops», достигнув 29-го места в UK Singles Chart. В 1988 году Cocteau Twins подписали контракт с лейблом Capitol Records в Соединённых Штатах, распространяя свой пятый альбом Blue Bell Knoll через крупный лейбл в стране. После выпуска в 1990 году их самого признанного критиками альбома Heaven or Las Vegas группа покинула 4AD и перешла на лейбл Fontana Records, где выпустила два своих последних альбома.
После почти 20 лет совместной работы группа распалась в 1997 году отчасти из-за проблем, связанных с распадом романтических отношений Фрайзер и Гатри. В 2005 году группа объявила, что они воссоединятся, чтобы возглавить фестиваль Коачелла и отправиться в мировое турне, но воссоединение было отменено месяц спустя после того, как Фрайзер отказалась выступать на одной сцене с Гатри. В интервью 2021 года Раймонд подтвердил, что Cocteau Twins «никогда не воссоединятся».

## История

### Ранние годы (1979—1983 гг.)
Гатри и Хегги, оба из Гранджемут, Шотландия, образовали группу в 1979 году. На местной дискотеке под названием «The Hotel International» в 1981 году они познакомились с 17-летней Фрайзер, когда Гатри был диджеем, и она стала вокалисткой группы. Влияние группы в то время включало творчество австралийского коллектива The Birthday Party (барабанщик группы Филл Калверт призвал группу подписать контракт с 4AD Records), Sex Pistols, Кейт Буш, и Siouxsie and the Banshees (у Фрайзер были татуировки Siouxsie на руках в течение нескольких лет). Группа была названа в честь песни Johnny & The Self-Abusers (которые позже переименовали себя в Simple Minds) «The Cocteau Twins» (позже переписанной как «No Cure»).
Перед выпуском своего дебютного альбома группа записала сессию из четырёх песен для Джона Пила в июне 1982 года, включая «Wax and Wane» и «Garlands». Их дебютный альбом Garlands (выпущенный 4AD в сентябре 1982 года) имел мгновенный успех, достигнув 2-го места в чарте инди-альбомов в Великобритании. Дон Уотсон из NME сравнил стиль группы с готик-рок-группами, такими как Gene Loves Jezebel и Xmal Deutschland, в то время как Сью Каммингс из журнала Spin ретроспективно сравнила её с Siouxsie and the Banshees и Bauhaus. В 1983 году группа выпустила второй миньон, Peppermint Pig.
Звучание Cocteau Twins на их первых трёх пластинках основывалось на сочетании ритмичных басовых линий Хегги, минималистичных гитарных мелодий Гатри и голоса Фрайзер. Следующий полноформатный альбом группы, Head over Heels, основывался исключительно на двух последних, после дружеского ухода Хегги после тура, последовавшего за выпуском Peppermint Pig (позже он присоединился к группе Lowlife). Это привело к характерному звучанию Cocteau Twins: голос Фрайзер, поочередно эфирный и оперный, в сочетании со всё более интенсивной игрой на гитаре Гатри (который часто говорил, что его гораздо больше интересует способ записи гитары, чем сами воспроизводимые ноты, хотя позже он признал, что его зависимость от эффектов и наслоений изначально была обусловлена его собственными техническими ограничениями).
В 1983 году группа участвовала в проекте 4AD под названием This Mortal Coil, который породил кавер-версию песни Тима Бакли «Song to the Siren» (в исполнении Гатри и Фрайзер). Несмотря на то, что песня была записана в рамках проекта This Mortal Coil, кавер впоследствии стал одним из самых известных у Cocteau Twins. Во время сессий с This Mortal Coil Гатри и Фрайзер познакомились с другим участником проекта, мультиинструменталистом Саймоном Раймондом (ранее участником Drowning Craze), который присоединился к Cocteau Twins позже в том же году.

### Восхождение к славе (1984—1989 гг.)
Вместе с Раймондом группа выпустила серию признанных критиками альбомов и мини-альбомов, в которых исследовался их новый стиль. Среди них были: The Spangle Maker (1984 г.), Treasure (1984 г.), Aikea-Guinea (1985 г.), Tiny Dynamine (1985 г.), Echoes in a Shallow Bay (1985 г.) и Love's Easy Tears (1986 г.). Раймонд, которого пригласили для работы над вторым альбомом This Mortal Coil, не участвовал в записи четвёртого альбома Cocteau Twins, Victorialand (1986 г.), преимущественно акустической записи, в которой участвовали только Гатри и Фрайзер. Раймонд вернулся в группу для The Moon and the Melodies (1986 г.), совместной работы с композитором Харольдом Баддом, которая не была выпущена под ярлыком Cocteau Twins.
В 1985 году 4AD подписали соглашение с Relativity Records о распространении релизов Cocteau Twins в США и других странах. В ознаменование этого события был выпущен сборник The Pink Opaque (1985 г.), чтобы познакомить новую, более широкую аудиторию с бэк-каталогом группы.
Оставаясь группой 4AD на международном уровне, Cocteau Twins наконец подписали контракт с крупным лейблом Capitol Records в 1988 году для распространения в Соединённых Штатах и выпустили свой пятый альбом Blue Bell Knoll в сентябре того же года. «Carolyn’s Fingers» стала самым большим хитом группы в США, достигнув 2-го места в чарте Alternative Songs Billboard.

### Успех в мейнстриме (1990—1994 гг.)
Группа выпустила альбом Heaven or Las Vegas в конце 1990 года. Самый коммерчески успешный из их многочисленных записей, альбом сразу после выхода поднялся на верхние строчки UK Albums Chart. Несмотря на успех пластинки и последующие концертные туры, с группой не всё было хорошо. Они расстались с 4AD после Heaven or Las Vegas частично из-за конфликтов с основателем лейбла Иво Уоттсом-Расселом и были близки к разрыву из-за внутренних проблем, в значительной степени из-за злоупотребления Гатри психоактивными веществами.
Во время своего международного турне в поддержку Heaven or Las Vegas группа подписала новый контракт на запись с дочерней компанией Mercury Records Fontana в Великобритании и других странах, сохранив при этом свои отношения с Capitol в США. В 1991 году 4AD и Capitol выпустили бокс-сет, в котором были собраны миньоны группы с 1982 по 1990 год, а также бонусный диск с редким и ранее неизданным материалом.
Фрайзер и Гатри прекратили свои 13-летние отношения в 1993 году, в 1989 году у них родилась дочь Люси-Белль. Седьмой альбом группы Four-Calendar Café, их первый после расставания Фрайзера и Гатри, был выпущен в конце 1993 года. Группа объяснила, что Four-Calendar Café было ответом на потрясения, охватившие их за прошедшие годы, когда Гатри прошёл реабилитацию и отказался от алкоголя и наркотиков, а Фрайзер прошла курс психотерапии.

### Поздние релизы и распад группы (1995—1997 гг.)
В 1995 году были выпущены два новых мини-альбома: Twinlights и Otherness. Некоторые композиции в Twinlights и Otherness были версиями песен из восьмого альбома группы Milk & Kisses (1996 г.). На пластинке были возвращены более многослойные гитары, и Фрайзер снова начала скрывать свои тексты, хотя и не полностью. Два сингла были взяты из альбома: «Tishbite» и «Violaine»; оба существуют в двух версиях CD, с разными би-сайдами, включёнными в каждый. Группа, дополненная ещё одними гитаристом и барабанщиком, активно гастролировала в поддержку альбома, их последнего для Mercury/Fontana. Новая песня «Touch Upon Touch», которая дебютировала во время живых выступлений и была записана позже в 1996 году, также была одной из двух песен, написанных и аранжированных Фрайзером, Гатри и Раймондом для китайской поп-певицы Фэй Вонг для её альбома на мандаринском языке Fuzao, выпущенного в июне 1996 года, другая — «Tranquil Eye» от Violaine, выпущенная в октябре 1996 года.
В 1997 году, во время записи того, что должно было стать их девятым альбомом, трио распалось из-за непримиримых разногласий, частично связанных с распадом Гатри и Фрайзера. Хотя ряд песен были частично записаны и, возможно, завершены, группа заявила, что они, скорее всего, никогда не будут закончены или выпущены в какой-либо форме.

### После распада
В 1999 году лейбл звукозаписи Bella Union, основанный Гатри и Раймондом, выпустил сборник Cocteau Twins на двух компакт-дисках под названием BBC Sessions. Коллекция представляет собой полную запись выступлений группы в радиопрограммах Великобритании с 1982 по 1996 год, включая редкие и неизданные материалы. В 2000 году 4AD выпустили Stars and Topsoil, сборник избранных песен, выбранных участниками группы, которые были выпущены за годы их работы с 4AD; все записи были подвергнуты цифровому ремастированию Гатри. Наконец, в 2003 году 4AD последовали за Stars и Topsoil, выпустив цифровые ремастированные версии первых шести пластинок Cocteau Twins.
31 января 2005 года Cocteau Twins объявили, что они будут готовы выступить на фестивале музыки и искусств в долине Коачелла 30 апреля 2005 года, а позже указали, что будут добавлены дополнительные даты тура. Однако 16 марта воссоединение было отменено после того, как Фрайзер объявила, что не будет принимать в нём участия. В интервью 2009 года Фрайзер сказала, что она не могла пережить боль от того, что делила сцену со своим бывшим возлюбленным Гатри, из-за чего группа распалась в 1997 году. Раймонд рассказал, что группа также забронировала 55-дневный мировой тур, который заплатил бы им 1,5 миллиона фунтов стерлингов. Позже, в 2005 году, 4AD выпустили по всему миру ограниченным тиражом 10 000 комплектов сборников под названием Lullabies to Violaine, набор из 4 дисков, в котором подробно описан каждый сингл и миньон, выпущенный с 1982 по 1996 год. Вскоре за этим последовали два набора из 2 дисков с одинаковыми названиями, известные как Volume 1 и Volume 2.
С марта 2007 года группа начала подкасты с эксклюзивным материалом. 6 октября 2008 года Cocteau Twins были удостоены премии Q Awards Inspiration Award, которую они приняли в редком коллективном живом выступлении.

## Сольные работы
Бывшие участники Cocteau Twins оставались активными в музыкальном плане в течение многих лет после распада группы. В дополнение к созданию Bella Union, Гатри и Раймонд выпустили релизы новых групп, подписанных на этот лейбл.
Раймонд выпустил сольный альбом Blame Someone Else в качестве первого релиза на Bella Union. Он также был сопродюсером посмертного альбома Билли Маккензи из The Associates, а затем продюсировал нескольких исполнителей Domino Records, таких как Джеймс Йоркстон, Archie Bronson Outfit (которым он позже руководил) и Clearlake. Совсем недавно он продюсировал британскую группу The Duke Spirit, лондонский дуэт Helene, бывшего фронтмена Golden Virgins Лукаса Ренни и смикшировал номинированный на премию Mercury альбом The End of History Фионна Ригана. В своей роли руководителя Bella Union он открыл для себя таких артистов, как Лора Вирс, Fleet Foxes, Midlake, Lift to Experience, The Low Anthem, I Break Horses, The Czars и Джон Грант. Лейбл известен своими долгосрочными отношениями со своими артистами, такими как Beach House, которые выпустили все четыре своих альбома с Bella Union, а также Dirty Three, Midlake и др. Раймонд получил награду «Независимая звукозаписывающая компания года» на премии Music Week Awards (по результатам голосования независимых ретейлеров Великобритании) в 2010, 2012 и 2014 годах.
Гатри выпустил пять сольных альбомов — Imperial, Continental, Carousel, Emeralds и Fortune — и пять миньонов. Он много гастролировал со своей группой Violet Indiana, в состав которой входил экс-гитарист Cocteau Twins Мицуо Тейт. Он также написал музыку к трём фильмам — «Загадочная кожа» Грегга Араки (в сотрудничестве с Гарольдом Баддом), «3:19» Дэни Саадии (мексиканско-испанское производство) и снова с Греггом Араки и Гарольдом Баддом над партитурой и саундтреком к «Белой птице в метель». Он также воссоединился с Баддом для совместной работы над двумя сопутствующими компакт-дисками Before the Day Breaks и After the Night Falls, а также более поздними Bordeaux и Winter Garden, последний также является сотрудничеством с итальянским исполнителем-электронщиком Эральдо Бернокки. В 2006 году Гатри спродюсировала три песни для альбома Mahogany «Connectivity», на котором Люси-Белл Гатри дебютировала в качестве певицы. Совсем недавно он спродюсировал и сыграл на гитаре дебютный альбом Apollo Heights White Music for Black People.
Фрайзер записала гостевой вокал на сингле Future Sound of London «Lifeforms» (1993 г.), вокал для трёх песен в альбоме Mezzanine группы Massive Attack в 1998 году (а также несколько раз гастролировал с ними) и для других музыкальных проектов и групп. Примечательно, что она написала текст и исполнила вокал для песни «Teardrop» группы Massive Attack, которая была выпущена как сингл в 1998 году и заняла 10-е место в чарте синглов Великобритании. Высказывались предположения, что она работает над сольным альбомом, хотя подробности об этом пока недоступны. Фрайзер исполнила вокальную партию для песни «Lament for Gandalf» в фильме «Властелин колец: Братство Кольца». В 2000 году она пела с Питером Гэбриелом на Ovo (The Millennium Show). В 2005 году она работала с бретонским музыкантом Яном Тирсеном над двумя песнями для его альбома Les retrouvailles. В 2009 году она выпустила сингл «Moses» на Rough Trade.

## Участники
- Элизабет Фрайзер — вокал (1981—1997 гг.)
- Робин Гатри — гитары, бас, производство, драм-машина (1979—1997 гг.)
- Уилл Хегги — бас (1979—1983 гг.)
- Саймон Раймонд — бас, гитары, пианино (1983—1997 гг.)

## Дискография
- Garlands (1982 г.)
- Head over Heels (1983 г.)
- Treasure (1984 г.)
- Victorialand (1986 г.)
- Blue Bell Knoll (1988 г.)
- Heaven or Las Vegas (1990 г.)
- Four-Calendar Café (1993 г.)
- Milk & Kisses (1996 г.)